# Henkel
Henkel er en global opererende tysk koncern med varemærker og teknologi inden for tre forretningsområder: skønhed, vask og husholdningsrengøring samt lim, tætning og overfladebehandling. Virksomheden henvender sig til både forbrugere og industrien. 
Henkel blev grundlagt i 1876 og har i dag aktiviteter i 125 lande og ca. 47.000 medarbejdere. Hovedkontoret ligger i Düsseldorf. Henkel omsatte i 2012 for 16.510 millioner euro og havde et overskud på 2.335 millioner euro. Henkel er børsnoteret på DAX. I Henkels portefølje af internationale varemærker findes bl.a. Persil, Bref, Schwarzkopf, Fa, Pritt og Loctite.
Henkel Norden har varemærker, som er førende på markedet, fx Schwarzkopf, Barnängen, Loctite og Pattex. Henkel Norden har ca. 440 medarbejdere og omsatte for 207,6 millioner euro i 2012. 
I 2012 blev Henkel for sjette år i træk medtaget i Dow Jones Sustainability Index på grund af sit solide arbejde for bæredygtighed i hele verden. 

## Tidslinje
Historien om Henkel globalt og i Norden
- 1873 Barnängen i Sverige fremstiller sin første sæbe.
- 1876 Fritz Henkel grundlægger virksomheden Henkel & Cie i Aachen i Tyskland.
- 1878 Henkel starter produktion af vaske- og rengøringsmidler. Lancering af Henkels blegesoda.
- 1907 Vaskepulveret Persil lanceres i Tyskland. Rengøringsmidlet Havu Mäntysuopa lanceres i Finland.
- 1922 Henkel starter sin første produktion af lim – primært til eget brug. Persil lanceres i Danmark.
- 1923 Henkel & Co. AS grundlægges i København.
- 1924 Persil lanceres i Finland.
- 1925 Henkel Kemiskt-Tekniskt Aktiebolag grundlægges i Stockholm.
- 1930 Henkel AS grundlægges i Oslo. Henkel & Cie grundlægges i Helsinki med henblik på import af vaskemidler.
- 1931 Henkel Kemiskt-Tekniskt AB i Stockholm opkøber Helios Kemisk-Tekniske Fabrikker. Produktionen af Persil og Vita Tvättbjörn starter et år senere.
- 1954 Henkel lancerer sæben Fa.
- 1956 Plastic Padding lanceres i Norden.
- 1983 Det første fosfatfrie vaskepulver, Dixan, lanceres i Tyskland.
- 1985 Henkel bliver børsnoteret på DAX i Tyskland.
- 1992 Henkel opkøber Barnängen. Henkels nordiske virksomheder går sammen og danner Henkel Norden AB med hovedkontor i Stockholm.
- 1995 Henkel opkøber hårvaremærket Hans Schwarzkopf GmbH, Hamburg.
- 1997 Henkel opkøber Loctite og styrker sin position på verdensmarkedet for lim. Henkel opkøber Hackman Havi i Finland og styrker sin position inden for vaskemidler/husholdningsrengøring i Nordeuropa.
- 2004 Henkel køber Dial Corporation i USA.
- 2008 Henkel køber lim- og elektronikvirksomhederne inden for National Starch.